# Karangtengah (Karangsembung)
Karangtengah is een bestuurslaag in het regentschap Cirebon van de provincie West-Java, Indonesië. Karangtengah telt 3977 inwoners (volkstelling 2010).